# Leptotarsus lemniscatus
Leptotarsus lemniscatus är en tvåvingeart som först beskrevs av Alexander 1929.  Leptotarsus lemniscatus ingår i släktet Leptotarsus och familjen storharkrankar. Inga underarter finns listade i Catalogue of Life.